# Deicolo di Lure
Deicolo, in francese Deisle o Desle, in gaelico Dichuil o Dichul (Leinster, 530 circa – Lure, 18 gennaio 625), fu un monaco irlandese, fondatore e abate di abbazie in Francia. È venerato come santo dalla Chiesa cattolica.

## Biografia
Discepolo di Colombano di Bobbio, partì con lui nel 576 dall'Irlanda per la Gallia, dove fondarono la grande abbazia di Luxeuil nei Vosgi. Quando nel 610 San Colombano fu esiliato in Italia da Teodorico II, San Deicolo fondò l'abbazia di Lure, arricchita e dotata di ogni genere di beni ad essa necessari dal re merovingio Clotario II, che aveva riconosciuto le qualità spirituali di Deicolo.
A Lure il monaco irlandese trascorse il resto della sua vita sino alla morte, avvenuta verso l'anno 625.
Deicolo era noto per i numerosi miracoli compiuti in vita ed in morte, attribuitigli da una biografia risalente al X secolo, scritta da un monaco di Lure.